# بعثة الأمم المتحدة إلى جمهورية الدومينيكان
بعثة الأمم المتحدة إلى جمهورية الدومينيكان (DOMREP) كانت بعثة حفظ سلام تابعة للأمم المتحدة، اجتمعت في 14 مايو 1965 بموجب القرار 203.
عندما اندلعت حرب أهلية في جمهورية الدومينيكان في عام 1965، في أعقاب الغزو الأمريكي وما تلاه من عزل الرئيس خوان بوش ، نشرت الأمم المتحدة بعثة DOMREP لمراقبة وقف إطلاق النار في مجلس الأمن التابع للأمم المتحدة وإبلاغ مجلس الأمن التابع للأمم المتحدة بجميع التهديدات التي يتعرض لها السلام. الأمين العام للأمم المتحدة. كان مقر البعثة في سانتو دومينغو. كان ممثل الأمين العام للأمم المتحدة هو خوسيه أنطونيو مايوبري من فنزويلا ، بدعم من اللواء إندار جي ريخي من الهند.
عندما اندلعت الحرب الأهلية الدومينيكانية في عام 1965، في أعقاب الغزو الأمريكي وعزل الرئيس خوان بوش، نشرت الأمم المتحدة البعثة لمراقبة وقف إطلاق النار وإبلاغ الأمم المتحدة بجميع التهديدات التي يتعرض لها مبعوث الخاص للأمين العام لحفظ السلام. كان مقر البعثة في سانتو دومينغو. كان ممثل الأمين العام للأمم المتحدة هو الفنزويلي خوسيه أنطونيو مايوبري بدعم من اللواء إندار جي ريخي من الهند.
بعد الاتفاق على تشكيل حكومة جديدة، تم إنهاء البعثة في أكتوبر 1966. وضمت مراقبين عسكريين بديلين من البرازيل وكندا والإكوادور.